# Schoenus scheuchzeri
Schoenus scheuchzeri là loài thực vật có hoa trong họ Cói. Loài này được Brügger miêu tả khoa học đầu tiên năm 1880.